# Oreste Benzi

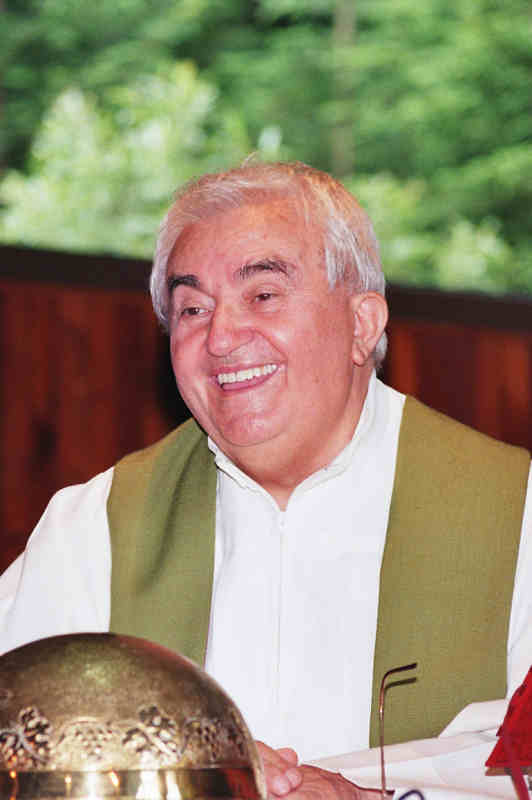
Oreste Benzi

(Papa Benedetto XVI nel telegramma letto dal Segretario di Stato, mons. Tarcisio Bertone, durante il funerale del 5 novembre 2007)
Oreste Benzi (San Clemente, 7 settembre 1925 – Rimini, 2 novembre 2007) è stato un presbitero e educatore italiano, fondatore della Comunità Papa Giovanni XXIII.

## Biografia

### Vocazione sacerdotale e impegno tra i giovani
Nasce in un paesino dell'allora provincia di Forlì, nell'entroterra collinare a 20 km da Rimini, da una povera famiglia di operai, sesto di nove figli. All'età di 12 anni (nel 1937) entra in seminario a Urbino per passare dopo tre anni a quello di Rimini. Viene ordinato sacerdote il 29 giugno 1949. Il 5 luglio dello stesso anno viene nominato cappellano della parrocchia di San Nicolò al Porto a Rimini.
Nell'ottobre 1950 viene chiamato in seminario a Rimini quale insegnante e nominato vice-assistente della GIAC (Gioventù Italiana di Azione Cattolica) di Rimini (ne sarà poi assistente nel 1952). È in questo periodo che matura in lui la convinzione dell'importanza di essere presenti ai giovani adolescenti, in particolare alla fascia fra i 13 e i 15 anni, ai quali nell'Azione Cattolica veniva dato il nome di pre-ju, periodo nel quale si formano i metri di misura definitivi dei valori di vita. Riteneva fondamentale, infatti, realizzare una serie di attività che favorissero un «incontro simpatico con Cristo» per coinvolgere gli adolescenti ad avere incontri decisivi con Cristo. In funzione di questo progetto realizzò anche una casa per ferie, la «Casa Madonna delle Vette», ad Alba di Canazei, costruita dal 1958 al 1961.
Mantenendo l'impegno fra gli adolescenti, nel 1953 è diventato direttore spirituale nel seminario di Rimini per i giovani nella fascia di età dai 12 ai 17 anni. Attraverso tale compito (protrattosi fino al 1969) ha potuto approfondire la conoscenza dell'animo giovanile. Nel frattempo, dal 1953, oltre al seminario, ha insegnato religione in una scuola media, la Scuola agraria «San Giovanni Bosco» di Rimini, frequentata dagli adolescenti nei tre anni dopo le elementari. Questo impegno ha costituito per lui un ulteriore punto di osservazione e campo di azione nel mondo degli adolescenti. Nel 1959, continuando l'ufficio di padre spirituale in seminario, è stato trasferito al Liceo Ginnasio Statale "Giulio Cesare" di Rimini, poi nel 1963 al Liceo Scientifico "Alessandro Serpieri" di Rimini, ed infine nel 1969 al Liceo Scientifico "Alessandro Volta" di Riccione. In tutti questi anni, dal 1956 in poi, ha gestito nella Diocesi di Rimini l'ufficio Pre-ju attraverso il quale sacerdoti e giovani delegati animavano attività nelle parrocchie e nella casa alpina.

### La Parrocchia
Nel 1968 e fino al 2000, insieme a don Elio Piccari, don Romano Migani e don Sisto Ceccarini, diventa Parroco della Parrocchia "La Resurrezione" in un quartiere della periferia di Rimini che divenne la sua casa fino a un mese dalla morte, quando andò a vivere alla "Capanna di Betlemme", una struttura di accoglienza per senza dimora. Nella conduzione si distinse per la vicinanza alle persone e mise in atto alcune innovazioni del Concilio Vaticano II come la comunità fra sacerdoti e la partecipazione attiva dei laici alla gestione della parrocchia.

### La Comunità Papa Giovanni XXIII
Nel 1968, con un gruppo di giovani e con alcuni altri sacerdoti ha dato vita al primo soggiorno estivo per ragazzi disabili. Il soggiorno non è rimasto un episodio isolato e a questo, e alla vita insieme ai disabili sviluppatasi subito dopo, si fa risalire la nascita dell'Associazione Comunità Papa Giovanni XXIII

#### Le persone con disabilità
Parallelamente alla vita insieme e all'accoglienza con la Comunità Papa Giovanni XXIII ha portato avanti un'azione di rivendicazione dei diritti delle persone con disabilità, in funzione della loro uscita dagli istituti di cura ove vivevano reclusi. Venivano richiesti inserimento lavorativo e scolastico, abbattimento delle barriere architettoniche, possibilità di assistenza sanitaria sul territorio. L'azione è stata portata avanti in primo luogo coordinando le diverse associazioni di categoria che presentarono al Governo una piattaforma unitaria, diventata la base per diverse leggi in materia.

#### Le case-famiglia
Dall'incontro con persone sole ed emarginate, don Benzi matura l'idea della prima casa-famiglia dell'Associazione a Coriano, aiutato dalla disponibilità a tempo pieno di alcuni giovani; la casa viene inaugurata il 3 luglio 1973. In quegli anni la sua attività è volta a estendere il campo di azione della Comunità e a precisarne la natura e gli scopi. In particolare la Comunità, seguendo il suo stile, ha scelto, come caratteristica visibile, la "condivisione di vita con gli ultimi", ossia andare oltre l'assistenza e lasciare che la presenza degli ultimi modifichi la propria vita, anche vivendo sotto lo stesso tetto, senza tenere per sé alcun privilegio. Negli anni successivi l'associazione si espande in più di quaranta paesi nel mondo. Nel tempo l'azione di don Oreste e della Comunità Papa Giovanni XXIII si è allargata a diversi campi, ma le case-famiglia sono rimaste la parte principale della sua attività.

### Morte
Da lungo tempo don Benzi accarezzava il desiderio di poter vivere in un «“centro di accoglienze alla rinfusa”, cioè un luogo dove c’è posto per tutti». Finalmente alla fine del settembre 2007 corona questo desiderio, trasferendosi alla "Capanna di Betlemme" di Rimini, la casa della Comunità Papa Giovanni XXIII che accoglie i senza fissa dimora. Lo stile di vita fatto di giornate intense, di viaggi e di incontri continua, ma ormai "il corpo non risponde più".
Di ritorno dall'ennesimo viaggio che quel giorno lo aveva portato prima in Puglia e poi a Roma, la sera del 31 ottobre 2007 all’aeroporto di Fiumicino Benzi viene colpito da un principio di infarto. Rifiuta però di ricoverarsi perché è atteso in una discoteca di Mercatino Conca per una festa alternativa ad Halloween organizzata dai giovani della diocesi di San Marino-Montefeltro, presente anche il vescovo, Luigi Negri. Il giorno seguente però è costretto a cancellare tutti gli impegni già presi. Viene visitato dal suo cardiologo che conferma la necessità del ricovero programmato per il giorno seguente.
Oreste Benzi muore il 2 novembre 2007 alle 2.22 in seguito a un attacco cardiaco nella stanza della canonica della sua parrocchia di Rimini, all'età di 82 anni.
Le parole da lui scritte a commento della prima lettura di quel giorno, riportate sul messalino Pane Quotidiano, suonano davvero profetiche:
(Don Oreste Benzi, Pane Quotidiano, N. 6 – Nov / Dic 2007, PAG. 11, Edizioni Sempre.)
Su richiesta della Comunità Papa Giovanni XXIII i funerali, officiati da monsignor Francesco Lambiasi, vescovo di Rimini, si sono svolti al Palacongressi di Rimini per consentire la partecipazione di quegli "ultimi" che Oreste Benzi amava. Erano presenti più di diecimila persone.
Con il suo carisma, il suo sorriso e il suo coerente impegno è stato uno degli uomini di Dio più amati, rispettati e seguiti del nostro tempo. In tantissimi hanno invocato per lui subito la Santità.
Dopo la sua morte la Comunità Papa Giovanni XXIII prosegue l'impegno nella sua opera quotidiana di carità e accoglienza verso i più deboli secondo le indicazioni date da Benzi. I settori in cui opera sono: tossicodipendenza, sfruttamento della prostituzione, accoglienza di minori, disabilità, aborto, emarginazione delle classi sociali più deboli, con un'attività che tende alla rimozione stessa delle cause che creano le povertà.

### Processo di beatificazione
Il 27 ottobre 2012, a cinque anni dalla morte, come richiede la legge canonica in vigore, al termine del convegno “Don Oreste Benzi, testimone e profeta per le sfide del nostro tempo”, il responsabile generale della Comunità Papa Giovanni XXIII, Giovanni Ramonda, consegna al vescovo di Rimini, mons. Francesco Lambiasi, la richiesta di avvio della Causa di canonizzazione di don Oreste Benzi.
L’8 aprile 2014 mons. Lambiasi, dopo aver ottenuto il nihil obstat a procedere dalla Congregazione delle cause dei santi, nonché parere positivo dalla Conferenza episcopale dell’Emilia-Romagna, promulga il decreto di introduzione della causa del sacerdote Oreste Benzi, Servo di Dio.
Il 27 settembre 2014 viene celebrata la prima sessione pubblica del Tribunale ecclesiastico, svolta nella Chiesa de “La Resurrezione” a Rimini. In totale saranno 151 le sessioni svolte, con oltre 130 testimoni ascoltati. Tantissimi i documenti esaminati dalla commissione teologica e da quella storica coinvolte: lettere, articoli, libri, meditazioni, scritti interni alla Comunità.
Il 23 novembre 2019 con la sessione pubblica svolta nella Basilica Cattedrale di Rimini, presieduta da Mons. Francesco Lambiasi, vescovo di Rimini, dopo cinque anni di lavoro si conclude la prima fase, quella diocesana, della causa di beatificazione di don Oreste Benzi. Tutti i documenti raccolti sono stati inviati alla Congregazione delle cause dei santi presso la Santa Sede.
Nell’ottobre 2017 si è costituita a Rimini la “Fondazione don Oreste Benzi” con lo scopo di promuovere, approfondire e favorire lo studio del pensiero, della testimonianza di vita e delle opere promosse e attuate da don Benzi, a lui riconducibili o da lui ispirate. La Fondazione promuove studi e ricerche, luoghi permanenti di analisi e confronto, sui bisogni dell’uomo sofferente, emarginato, svantaggiato, così come vissuti, visti ed affrontati da don Benzi.

## Il suo pensiero
Come sacerdote si è sempre distinto per l'attenzione prestata ai più emarginati, a quelli che chiamava "gli ultimi" definendoli "coloro ai quali nessuno pensa. E se ci pensa, pensa male.". Così si esprimeva riguardo alla vocazione della Comunità da lui fondata:
(dal libro "Con questa tonaca lisa" a cura di Valerio Lessi,Rimini, Guaraldi, 1991, ISBN 88-86025-05--X)
Un altro tratto caratteristico della sua azione è stata la costante ricerca di soluzioni concrete per le persone alle quali rivolge le sue attenzioni. In questo non si è mai limitato ai bisogni immediati, ma ha sempre esteso la sua opera alla rimozione delle cause che provocano l'emarginazione, facendosi anche promotore di iniziative di riforma delle leggi.
(Don Oreste Benzi durante le "Settimane sociali"- 19 ottobre 2007 - Pisa - Riportato da "Avvenire" il 4 novembre 2007)
Le sue fonti di ispirazione erano Massimiliano Kolbe, l'Abbé Pierre, Madre Teresa, Helder Camara il cardinal Martini e gli scritti di Henri-Marie de Lubac, Antoine Chevrier, Don Calabria, il Cardinale Suhard, Giovanni della Croce e Teresa d'Avila.
(dal libro "Con questa tonaca lisa" a cura di Valerio Lessi, Rimini, Guaraldi, 1991, ISBN 88-86025-05--X)
Aveva una grande disponibilità ad ascoltare e farsi carico dei bisogni delle persone. Il suo modo di agire era diretto e immediato, con azioni che a volte apparvero spregiudicate, come scendere in piazza coi senza casa, incontrare i giovani in discoteca o andare a cercare le prostitute sulla strada.
Egli considerava l'esistenza della prostituzione una forma di violenza sulle donne, di cui i principali responsabili sono i clienti:

(Don Oreste Benzi in riferimento al traffico della prostituzione)
Tuttavia indicò anche altri moventi che spingono alla violenza sulle donne:

(Don Oreste Benzi dal Corriere Romagna di domenica 24 luglio 2005)
L'opera di assistenza e riscatto di innumerevoli prostitute immigrate dalla vita di strada ha un precedente storico meno noto nell'Opera per il riscatto delle morette del religioso Biagio Verri (1819-1884).
Sull'omosessualità

## Opere
- Con questa tonaca lisa. - Fra i drammi e le violenze della società opulenta e le speranze di una Chiesa assediata, (1991, con Valerio Lessi), Guaraldi, ISBN 888602505X.
- Con questa tonaca lisa. Fra i drammi e le violenze della società opulenta e le speranze di una Chiesa assediata, (1992, con Valerio Lessi), Guaraldi, (nuova edizione ampliata), ISBN 888602505X.
- Contro l'ovvio dei popoli. Provocazioni su droga, comunità terapeutiche, vere e false guarigioni, (1992), Guaraldi, ISBN 8886025564.
- Per la famiglia - La coppia oggi tra libertà dell'uomo e mistero di Dio, (1992), Guaraldi, ISBN 8886025289.
- Il meraviglioso dialogo della vita, (1995), Editrice Esperienze, ISBN 8881020114.
- Dietro l'angolo... Gesù. Un itinerario semplice per scoprire il suo volto vivo e... nascosto, (1996), Editrice Esperienze, ISBN 888102022X.
- Scatechismo, (1999), Arnoldo Mondadori Editore - Collana 'Leonardo-Saggistica religiosa', ISBN 8804463260.
- Una nuova schiavitù. La prostituzione coatta, (1999), Paoline Editoriale Libri - Collana Persona e società, ISBN 8831517279.
- Non posso tacere, (1999), dalla rubrica del Corriere Cesenate "Lettere a don Oreste" Corriere Cesenate, ISBN (non presente)
- Trasgredite!, (2000), Arnoldo Mondadori Editore - Collana 'Brossurati', ISBN 880447694X.
- Con questa tonaca lisa. Intervista di Valerio Lessi, (2001), San Paolo Edizioni, (seconda edizione aggiornata) ISBN 8821533832.
- Prostitute. Vi passeranno davanti nel regno dei cieli, (2001), Arnoldo Mondadori Editore, ISBN 8804492023.
- Cosa fare con questi figli?, (2001), Àncora Editrice - Collana 'Cosa fare con', ISBN 8876109242.
- Ho scoperto perché Dio sta zitto, (2002), Arnoldo Mondadori Editore - Collezione 'Uomini e Religioni', ISBN 8804504005.
- Perché Dio non perde la pazienza. Trenta storie di «santi della porta accanto», (2003, con Francesco Zanotti), Àncora Editrice, ISBN 8851401306.
- Gesù è una cosa seria, (2004), Arnoldo Mondadori Editore - Collezione 'Uomini e Religioni', ISBN 8804526475.
- 100 parole per cambiare vita, (2004), Àncora Editrice, ISBN 8851401322.
- Il si di Maria - Meditazioni sui Misteri del Rosario, (2005), Edizioni Sempre, ISBN 8889807008.
- Onora tuo figlio e tua figlia, (2006), Sempre Comunicazione, ISBN 8889807024.

Inoltre, nel 1984 don Oreste cura personalmente la prima edizione del "Diario di Sandra" con gli scritti e le testimonianze della vita della venerabile Sandra Sabattini, giovane riminese facente parte della Comunità Papa Giovanni XXIII, morta prematuramente e per la quale è in corso il processo di canonizzazione per le cause dei santi.
Oltre ai libri, ha lasciato un immenso patrimonio fatto di lettere, pubblicazioni, video di incontri pubblici e partecipazioni a trasmissioni televisive che l'hanno visto ospite nei più importanti talk-show: voce sempre fuori dal coro che non esitava mai, "tuonando" per le battaglie in difesa dei poveri, della vita e, spesso, contro i potenti.

### Opere postume
- Nel cuore della famiglia, (2008), Sempre Comunicazione (uscita postuma) ISBN 8889807075.
- Novena Di Natale. Meditazioni di don Oreste Benzi, (2008), Testi di don Oreste Benzi tratti da “Pane Quotidiano” (a cura di Ruccia Antonio e Scalera Mimma), Messaggero di S. Antonio, ISBN 9788825021752.
- Gesù è vivo. Vuoi incontrarlo?, (2009), Sempre Comunicazione, ISBN 9788889807149.
- Signore, io e te, sempre insieme! L'esperienza della preghiera, (2012), Sempre Comunicazione, (Collana “Vivere in Gesù”), ISBN 9788889807347.
- Attirati da Gesù. La preghiera continua, (2012), Sempre Comunicazione, (Collana “Vivere in Gesù”), ISBN 9788889807354.
- Signore, voglio vedere il tuo volto. Desiderio di Dio, (2013), Sempre Comunicazione, (Collana “Vivere in Gesù”), ISBN 9788889807378.
- Non spegnete lo Spirito. Abitati dall'amore di Dio, (2013), Sempre Comunicazione, (Collana “Vivere in Gesù”), ISBN 9788889807460.
- L’unione mistica con Cristo, (2013), Sempre Comunicazione, ISBN 9788889807446.
- Contemplativi nel mondo. Tra gli uomini col cuore di Dio, (2014), Sempre Comunicazione, (Collana “Vivere in Gesù”), ISBN 9788889807514.
- Un matrimonio a tre. Lui, lei e… l’Altro, (2014), Sempre Comunicazione, ISBN 9788889807552.
- Appuntamento d’amore. Vi aspetto alla Messa, (2015), Sempre Comunicazione, (Collana “Vivere in Gesù”), ISBN 9788889807613.
- Amare del tutto. Con tutto il cuore, l’anima, la mente, le forze, (2015), Sempre Comunicazione, (Collana “Vivere in Gesù”), ISBN 9788889807729.
- La sua croce, la nostra guarigione. Il mistero dell’espiazione, (2016), Sempre Comunicazione, (Collana “Vivere in Gesù”), ISBN 9788889807811.
- Seguire Gesù povero e servo. La bellezza di una vocazione, (2017), Sempre Comunicazione, ISBN 9788889807927.
- Con questa tonaca lisa. Intervista di Valerio Lessi, (2017), San Paolo (Collana “Dimensioni dello Spirito”), (nuova edizione aggiornata con un'Introduzione), ISBN 9788892212633.
- Con questa tonaca lisa. Intervista di Valerio Lessi, (2017), San Paolo (Collana “La Chiesa del grembiule”), (edizione ridotta), ISBN 9788892218161.